# Global Game Jam
O Global Game Jam (GGJ) é um evento internacional. Inspirado pela Game Nordic Jam, e criado por Susan Gold, Ian Schreiber e Gorm Lai, originalmente desenvolvido pela  IGDA que reúne os elementos de: criatividade, colaboração e experimentação. Em cada local, os participantes se reúnem para desenvolver ideias, formar pequenos grupos, criar novos jogos, que sejam  criativos, inovadores, para então apresentá-los aos seus colegas da comunidade global, tudo em um período de tempo de 48 horas. A partir de 2013, GGJ é gerido pela Global Game Jam Incorporated.  Em Janeiro de 2014, o GGJ gerou equipes em 485 locais e em 73 países, que ao longo do curso de um fim de semana criaram um total de 4,289 jogos. O Global Game Jam carrega uma marca registrada.

## Participantes
Os participantes do Global Game Jam são de todos os níveis e de vários campos. Todos, de desenvolvedores de jogos profissionais à educadores e  artistas e designers são todos convidados a participar.  Uma vez que o Jam começa, os participantes trazem as suas ideias do jogo, antes, lançando essas ideias entre si e formando equipes para trabalhar juntos em um mesmo projeto. 

## Organização dos Eventos

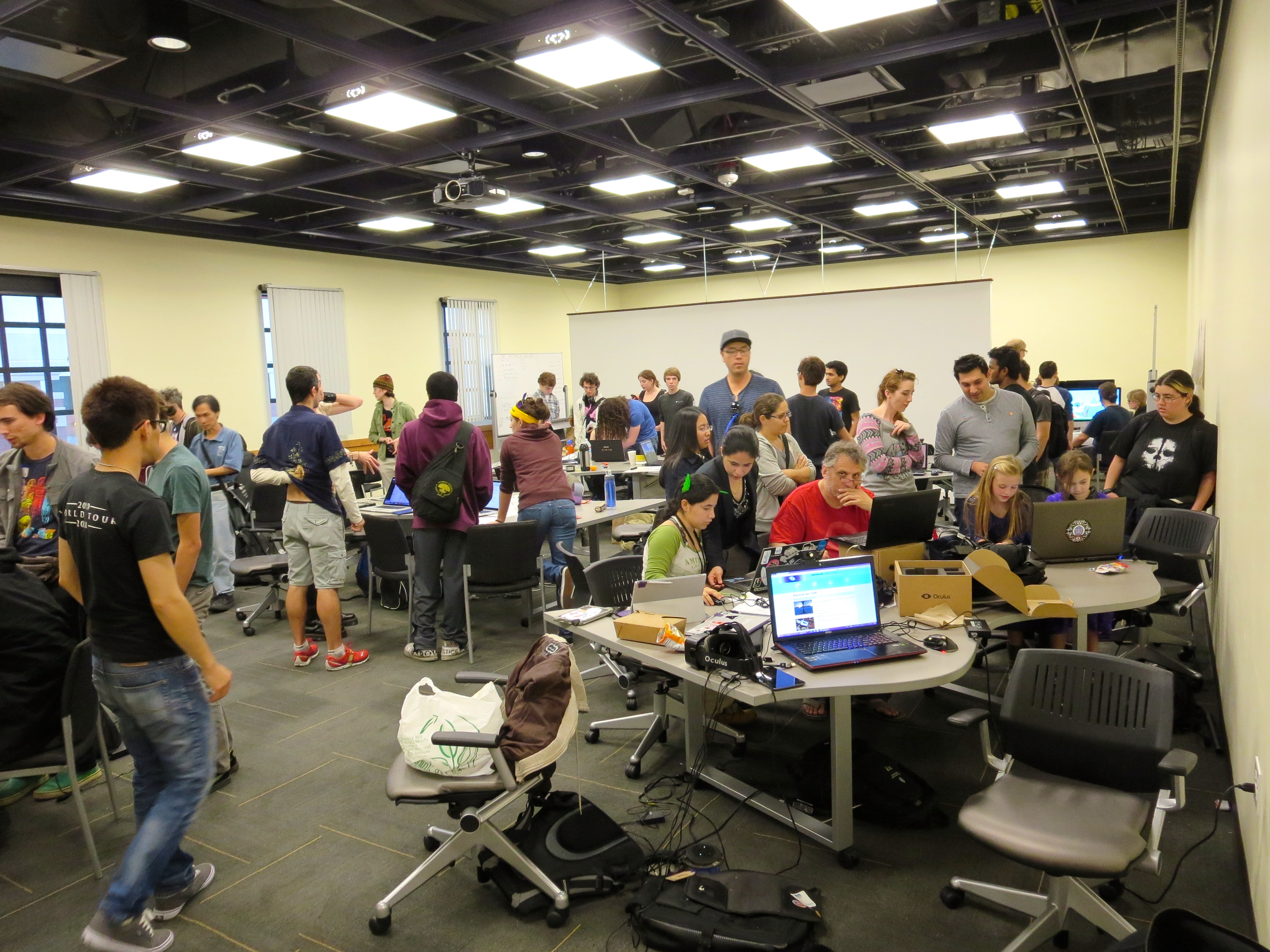
Uma imagem do Global Game Jam em Los Angeles em 2015

Os grupos que desejem hospedar um site Jam terão de cumprir determinados requisitos. A sua localização deve ter acesso à Internet para todos os envolvidos, acesso a recursos de desenvolvimento, tais como  IDE, possivelmente pré-instalado no local, um coordenador do evento, bebidas e acesso à comida nas proximidades, um relógio público com o horário de acordo com a localização e segurança para os pertences. 
Em cada local, o Global Game Jam é executado continuamente por 48 horas em cada fuso horário, começando às 17:00h na data de início e terminando às 17:00h dois dias mais tarde. A programação recomendada inclui um curto período de planejamento e criação da equipe, seguido por tempo de desenvolvimento, até às 15:00 do último dia. As últimas horas são reservadas para as equipes apresentarem a sua criação para as outras. No entanto, os sites não são obrigados a seguir esta programação. 
No início, aos participantes do evento é dado um tema, tais como "extinção" no Game Jam de 2011. Os participantes são convidados a criar um jogo que de alguma forma se relacione com este tema. Além disso, os participantes recebem uma lista de "conquistas", também conhecidas como diversificadoras. Estas conquistas são projetadas para impulsionar o desenvolvimento criativo através da adição de um único ou limitante fator para seu projeto de jogo. Exemplos incluem: "ambas as mãos atadas atrás das minhas costas", em que um jogo deve ser concebido para ser jogado sem as mãos do jogador, ou "Picasso vive", em que a arte do jogo deve ser em um estilo  cubista.

## Eventos passados
O primeira Global Game Jam foi realizado a partir de 30 janeiro à 1 de fevereiro de 2009, em 53 locais de todo o globo. Durante o Jam, 1650 participantes criaram 370 jogos. 
O segundo Jam expandiu ainda mais em 2010, aumentando para 138 locais e resultando em 900 jogos feitos por 4.300 criadores. 
O Game Jam 2011, que ocorreu de 28 a 30 de janeiro, reuniu 6.500 participantes em 169 locais e que criaram mais de 1500 jogos no total. 
O Game Jam de 2012 ocorreu de 27 a 29 de janeiro, com mais de 10.684 participantes em 242 locais (em 47 países). Foram criados 2209 jogos. De acordo com um comunicado de imprensa de 2 de março, o Global Game Jam é reconhecido como o maior do mundo pelo Guinness Book of World Records.
O GGJ 2014 foi realizado de 24 a 26 de janeiro em 485 locais de 73 países.

## Temas dos Eventos
- 2009 - "Enquanto tivermos uns aos outros, nós nunca estaremos longe de problemas".
- 2010 - "A chuva na Espanha cai principalmente na planície" e "Decepção".
- 2011 - "Extinção".
- 2012 - "Uma imagem de Ouroboros".[11]
- 2013 - "Som de um coração batendo".
- 2014 - "Nós não vemos as coisas como elas são, vemos como nós somos". [12]
- 2015 - "O que nós faremos agora?"[13]
- 2016 - "Ritual".
- 2017 - "Ondas".
- 2018 - "Transmissão".
- 2019 - "O que 'lar' significa para você".

## Propriedade Intelectual
Todos os jogos produzidos são criados de acordo com a licença Creative Commons Share Alike 3.0 livre não comercial, e enquanto ela continuar sendo a propriedade intelectual de seus criadores, o Global Game Jam mantém a capacidade de usar qualquer jogo como material promocional.  Como parte disso e como parte da licença, cada jogo é arquivado, juntamente com o código fonte de muitos jogos digitais, no site do Global Game Jam. 